# Danger
Danger, właśc. Franck Rivoire – francuski Dj, producent muzyczny i artysta grafik. Jego twórczość inspirowana jest soundtrackami z gier video z lat osiemdziesiątych.

## Dyskografia

### EP
- 09/14 2007 (2007)
- 09/16 2007 (2009)
- 09/17 2007 (2010)

### Remixy
| Rok  | Utwór                                      | Artysta                  |
| ---- | ------------------------------------------ | ------------------------ |
| 2007 | „Revolte at 22h10”                         | Revolte                  |
| 2008 | „American Boy”                             | Estelle feat. Kanye West |
| 2008 | „Chick Lit (Danger TV Remix)”              | We Are Scientists        |
| 2008 | „Into the Galaxy”                          | Midnight Juggernauts     |
| 2008 | „My Way (Danger Remix)”                    | Starskee                 |
| 2008 | „Divine”                                   | Sébastien Tellier        |
| 2008 | „Love Juice (Danger TV Remix)”             | Symbol One               |
| 2008 | „Give It All You Got (Danger Beach Remix)” | Lil Jon ft. Kee          |
| 2008 | „Ne Oh! Pen (Danger remix)”                | Boys Noize               |
| 2009 | „Walking On A Dream (Danger Racing Remix)” | Empire of the Sun        |
| 2009 | „Drown In The Now (Danger Spy Remix)”      | The Crystal Method       |
| 2009 | „All The Right Moves”                      | OneRepublic              |
| 2010 | „Imma Be (Danger Olympic Remix)”           | The Black Eyed Peas      |
| 2010 | „Acid Washed (Danger Remix)”               | Acid Washed              |
| 2010 | „In For The Kill (Danger Ocean Remix)”     | La Roux                  |
| 2010 | „Me & You (Danger Remix)”                  | Nero                     |

## Występy w Polsce
- Warszawa, Klub Kamieniołomy, 27 listopada 2010
- Sopot, Klub Sfinks700, 22 marca 2013
- Płock, Audioriver Festival, 28 lipca 2012
- Płock, Audioriver Festival, 29 lipca 2016
- Płock, Audioriver Festival, 26 lipca 2019